# Adriano Cintra
Adriano Cintra (São Paulo, 21 mei 1972) is een Braziliaanse musicus, bekend als bandlid van Cansei de Ser Sexy. Cintra is de enige man in de band en openlijk homoseksueel.
Cintra speelde eerder in de bands Thee Butchers' Orchestra en The Books On The Table. Daarnaast had hij zijn eigen projecten Ultrasom en Caxabaxa. In 1998 was Cintra technicus voor het album Com Defeito de Fabricação van zanger Tom Zé. In 2003 begint hij met spelen in Cansei de Ser Sexy. Naast producer is hij ook incidenteel drummer, bassist, gitarist en zanger. In 2006 bracht de band het debuutalbum Cansei de Ser Sexy uit.